# Trương Quốc Cường (diễn viên)
Trương Quốc Cường (giản thể: 张国强, phồn thể: 張國強; tên tiếng anh là KK Cheung). Ông là một nam diễn viên gạo cội Hong Kong, từng là cầu thủ bóng đá tham gia Hong Kong First Division League. Từ cuối thập niên 70 ông gia nhập đài TVB, phát triển cả hai lĩnh vực bóng đá và truyền hình, còn từng làm MC cho chương trình thiếu nhi, thủ vai chính trong một số bộ phim điện ảnh. Năm 1990 ông đầu quân ATV. Đến năm 2008 trở về TVB.

## Tiểu sử
Trương Quốc Cường xuất thân trong gia đình có 7 anh chị em, ông đứng thứ 5. Ông tốt nghiệp trường Islamic Kasim Tuet Memorial College. Năm 15 tuổi, ông thi vào Hội thể thao Du Viên, triển khai sự nghiệp đá bóng. Năm 1975, ông làm thành viên đội đại diện bóng đá Hong Kong đến Kuwait tham dự tranh giải U19 của Hiệp hội bóng đá Á Châu. Từ đó, ông được lên đội dự bị tại Du Viên, sau đó lại thăng lên tổ A. Về sau ông từng đá cho đội Đông Phương và Hải Phong, nhưng ít có cơ hội ra sân, trong thời gian đó, ông đã làm quen với Đàm Vịnh Lân và Trần Bách Tường do 2 người thuộc đội dự bị của CLB bóng đá không chuyên. Năm 1976, do TVB tuyển cầu thủ tham gia phim ngắn Vô hoa quả, ông đi thử vai do ham vui, kết quả lại được chọn. Vì cơ duyên đó mà ông đã gia nhập làng giải trí.
Theo như ông nói, từ nhỏ đến lớn ông đều rất thích xem phim ảnh, nên cũng rất thích diễn xuất.
Năm con trai ông lên 6, ông đưa cả gia đình di dân sang Canada, nhưng thỉnh thoảng vẫn về Hong Kong đóng phim. Đến năm 2004, ông quyết định trở về Hong Kong định cư.

## Tác phẩm đã tham gia

### Phim truyền hình
| Năm  | Tên phim              | Vai diễn               | Ghi chú |
| ---- | --------------------- | ---------------------- | ------- |
| 1995 | Hồ sơ trinh sát II    | Tạ Phong               |         |
| 1997 | Thiên long bát bộ     | Mộ Dung Phục           |         |
| 1998 | Lộc đỉnh ký           | Hành Si • Thuận Trị đế |         |
| 2009 | Cung tâm kế           | Vạn Kiếm Phong         |         |
| 2011 | Bằng chứng thép III   | Kim Đại Nhậm           |         |
| 2013 | Giải mã nhân tâm      | La Vĩnh Khanh          |         |
| 2014 | Sứ đồ hành giả        | Sùng Kim               |         |
| 2015 | Sự chuyển mình hoa lệ | Lại Ca Đốn             |         |
| 2015 | Kiêu hùng             | Trác Vạn Quân          |         |
| 2016 | Anh hùng thành trại   | Kha Vạn Tường          |         |
| 2017 | Cộng sự               | Lệnh Liệt              |         |
| 2020 | Quái kiệt siêu hạng   | Âu Kiến Đức            |         |
| 2022 | Anh hùng thiết quyền  | Bành Kiên              |         |